# NGC 4609

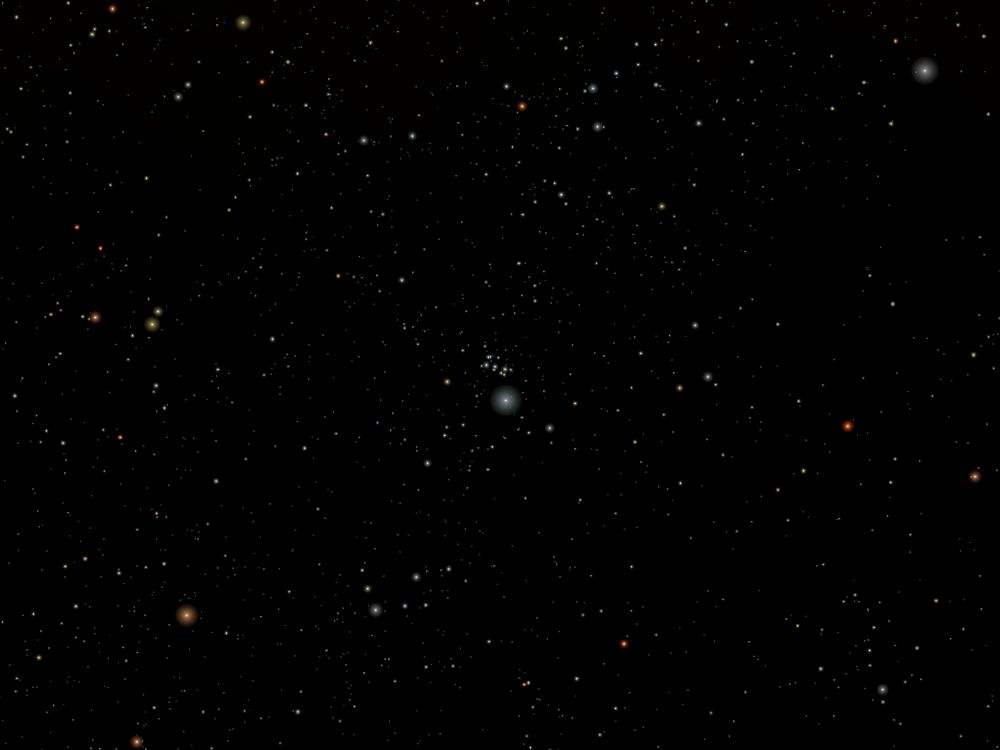
NGC 4609

NGC 4609 sau Caldwell 98 este un roi deschis din constelația Crucea Sudului. 